# Joseph John Ruston

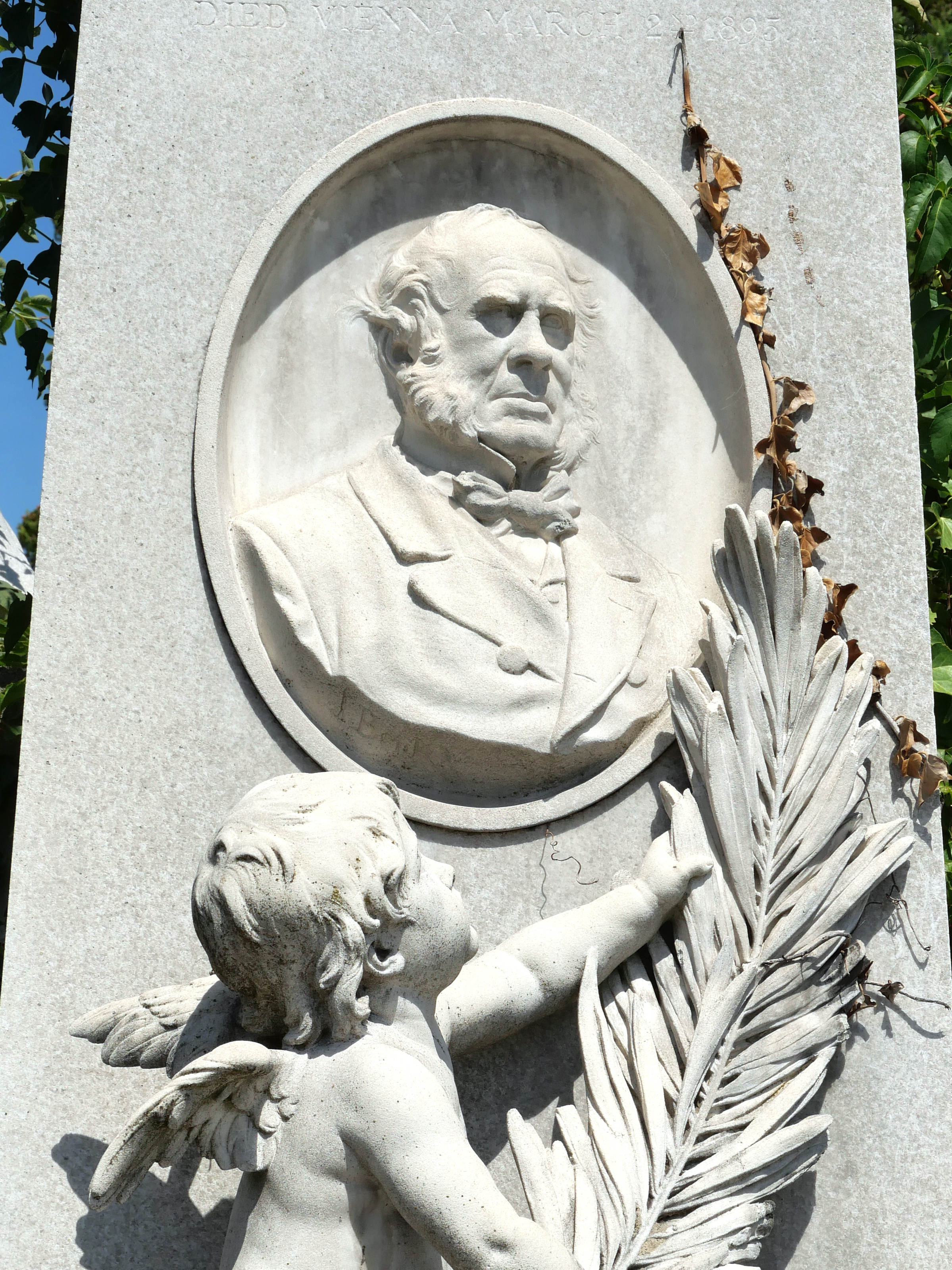
Joseph John Ruston, Medaillon auf dem Grabstein auf dem Grinzinger Friedhof

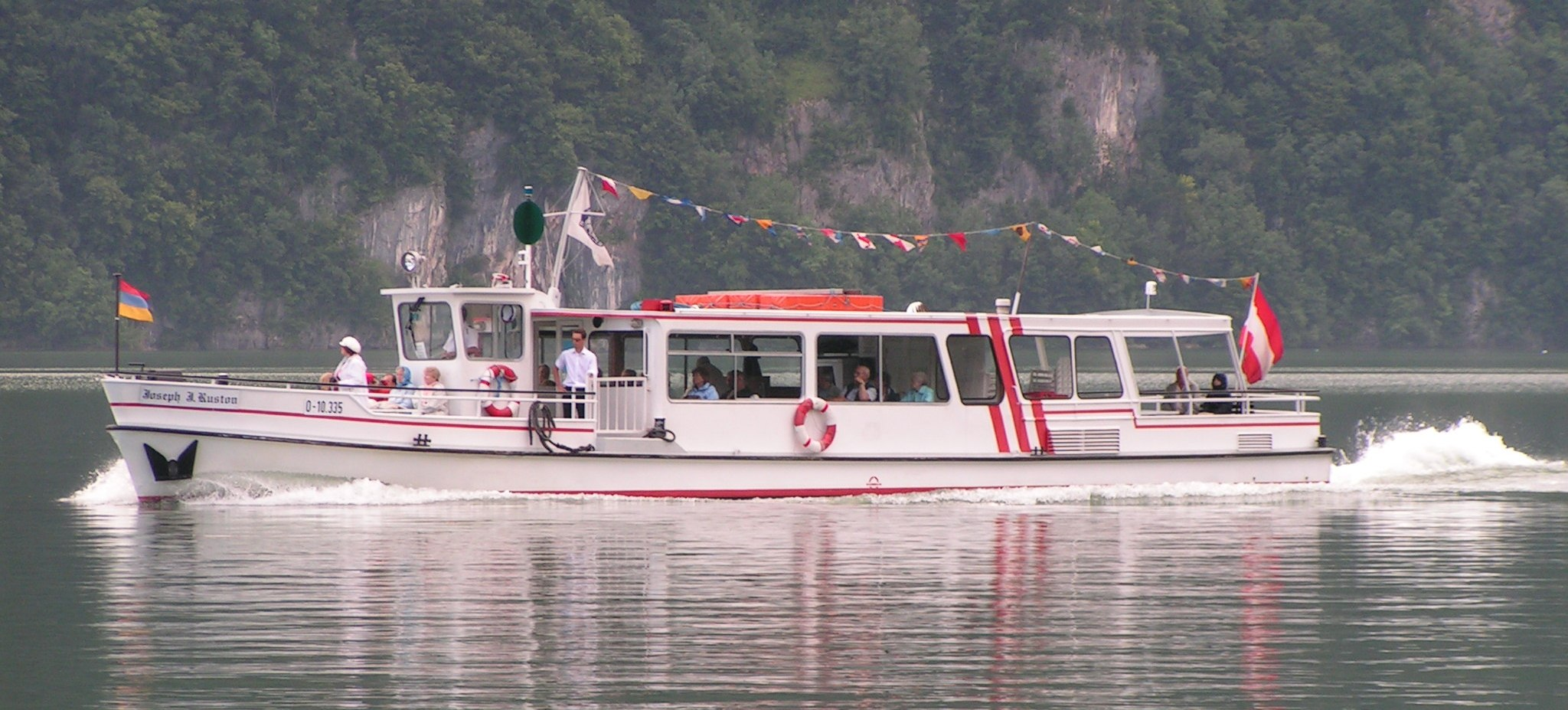
Einige Jahre lang fuhr ein Schiff namens Joseph J. Ruston auf dem Traunsee.

Joseph John Ruston (* 3. März 1809 in Poplar (London); † 2. März 1895 in Wien) war ein Schiffs- und Maschinenbauer, Reeder und Inhaber der Traunsee-Schifffahrt.

## Leben
Joseph John Ruston war der Sohn des Poplarer Werftbesitzers John Joseph Ruston. Er hatte drei Brüder, sein Bruder John Joseph Ruston sollte später sein Teilhaber werden.
Ruston absolvierte eine Ausbildung zum Schiffszimmermann und Maschinenbauer. 1832 schickten ihn Boulton & Watt nach Österreich, wo er eine leitende Position in John Andrews’ Werft in Wien-Neu-Leopoldau übernahm. Dort wurde unter anderem 1829 das erste Dampfschiff Franz I. für die von Andrews mitbegründete Erste Donau-Dampfschiffahrts-Gesellschaft gebaut. 1837 musste Andrews’ Werft dem Bau des Nordbahndamms weichen.
Ruston blieb aber in Österreich. Er leitete den Bau des Dampfers Sophie am Traunsee, 1840 entwarf er das Schiff Bohemia für die Moldau. Ab 1850 war er zusammen mit seinem Bruder John am Maschinenbauunternehmen Ruston & Evans in Karolinenthal bei Prag beteiligt, das ab 1854 Ruston & Co. hieß. Bis 1869 war er an der Leitung dieses Unternehmens beteiligt, das ab dann unter Prager Maschinenbau AG, vorm. Ruston & Co. firmierte.
Zusammen mit seinem Bruder John Joseph Ruston betrieb Joseph John Ruston von 1854 bis 1859 eine Werft bei (vermutlich gegenüber) Klosterneuburg. 1857 übernahmen sie außerdem die Werft von Breitfeld & Evans bei Floridsdorf, die John Joseph Ruston bis zu seinem Todesjahr 1873 leitete. In Floridsdorf wurden viele Fahrzeuge gebaut, die in der österreichischen Binnenschifffahrt eingesetzt werden sollten, aber auch Schiffe für den Nahen Osten.
1848 heiratete Joseph John Ruston Isabella Elisabeth Andrews, geb. Hepbourn, die Witwe des 1847 verstorbenen John Andrews. 1849 war er bereits selbst Witwer. Er erwarb von den Erben Andrews’ die Rechte für die Elbe- und die Traunseeschifffahrt. 1851 gab er die Konzession für die Schifffahrt auf der Elbe auf, stattdessen baute er den Verkehr auf dem Traunsee zusammen mit seinem Bruder und Teilhaber John Joseph Ruston aus. Sein Neffe Joseph John Ruston II. wurde 1894 sein Teilhaber und führte nach Joseph John Rustons Tod das Unternehmen weiter.
Die Josef-Ruston-Gasse in Jedlesee (Floridsdorf) ist nach ihm benannt.